# Merla de collar
La merla de collar (Turdus albocinctus) és un ocell de la família dels túrdids (Turdidae).

## Hàbitat i distribució
habita boscos poc densos i amb sotabosc dels Himàlaies, al nord de l'Índia, sud-est del Tibet, sud-oest de la Xina i nord-oest de Myanmar.